# Громадське Болото
Громадське Болото — колишній хутір у Ворсівській сільській раді Малинського району Волинської округи Української СРР.

## Населення
У 1926 році налічувалося 5 жителів, дворів — 1.

## Історія
Розміщувався біля с. Ворсівка. До 1923 року входив до складу Малинської волості Радомисльського повіту Київської губернії. У 1923 році увійшов до складу новоутвореної Ворсівської сільської ради Малинського району Коростенської округи.
Знятий з обліку населених пунктів до 1 жовтня 1941 року.